# Renier (connétable de Tripoli)
Pour les articles homonymes, voir Renier.
Renier (latin : Rainerius constabularius), né vers 1125 et mort après 1160, est un noble, dont l'origine est inconnue, du comté de Tripoli dont il a été connétable. 
Il est attesté en tant que connétable de Tripoli en 1140 et 1143, alors que son prédécesseur est indiqué à ce poste en 1139 et que Arnaud de Crest est établi dans cette fonction en 1153.
Le nom de son épouse est inconnu, mais il a au moins une fille :
- Marie qui épouse successivement :
  - Baudouin d'Ibelin vers 1180, mais n'ont pas de postérité ;
  - Guillaume de Saint-Omer vers 1188, avec qui elle a une fille ;
  - Gérard de Ham vers 1204, avec qui elle deux enfants.

La date de sa mort est inconnue.